# Nati il 5 settembre

## X secolo(1)
- 973 - Al-Biruni, matematico, filosofo e scienziato persiano († 1048)

## XII secolo(1)
- 1187 - Luigi VIII di Francia, re francese († 1226)

## XIII secolo(1)
- 1240 - Cimabue, pittore italiano († 1302)

## XIV secolo(1)
- 1319 - Pietro IV d'Aragona, re († 1387)

## XV secolo(2)
- 1451 - Isabella Neville, principessa britannica († 1476)
- 1495 - Giovanni Agostino Abate, storico italiano

## XVI secolo(7)
- 1533 - Jacopo Zabarella, filosofo italiano († 1589)
- 1541 - Roberto de' Nobili, cardinale italiano († 1559)
- 1567 - Date Masamune, militare giapponese († 1636)
- 1568 - Tommaso Campanella, filosofo, teologo e poeta italiano († 1639)
- 1572 - Pietro Niccolini, arcivescovo cattolico italiano († 1651)
- 1592 - Jacopo Vignali, pittore italiano († 1664)
- 1593 - Orazio Riminaldi, pittore italiano († 1630)

## XVII secolo(25)
- 1611 - Johann Friedrich Gronov, filologo classico tedesco († 1671)
- 1620 - Antero Maria Micone, presbitero italiano († 1686)
- 1624 - Nicolò Mascardi, gesuita, missionario e esploratore italiano († 1674)
- 1625 - Carlo II Ottone del Palatinato-Zweibrücken-Birkenfeld, nobile tedesco († 1671)
- 1625 - Luigi di Cossé-Brissac, nobile francese († 1661)
- 1634 - Lievin Cruyl, disegnatore e incisore fiammingo
- 1638 - Luigi XIV di Francia, re francese († 1715)
- 1641 - Robert Spencer, II conte di Sunderland, politico e militare inglese († 1702)
- 1642 - Maria d'Orange, principessa olandese († 1688)
- 1649 - Francisco Antonio Fernández de Velasco y Tovar, politico e militare spagnolo († 1716)
- 1649 - Louise de Kérouaille, nobile († 1734)
- 1651 - William Dampier, pirata e esploratore inglese († 1715)
- 1662 - Georges-Louis de Berghes, vescovo cattolico belga († 1743)
- 1663 - Jean-Baptiste Labat, religioso, botanico e esploratore francese († 1738)
- 1664 - Vincenzo Ludovico Gotti, cardinale e teologo italiano († 1742)
- 1664 - Charlotte Lee, contessa di Lichfield, nobile inglese († 1718)
- 1664 - Louis Antoine de Pardaillan de Gondrin, nobile francese († 1736)
- 1666 - Gottfried Arnold, teologo e storico tedesco († 1714)
- 1667 - Giovanni Girolamo Saccheri, gesuita e matematico italiano († 1733)
- 1672 - Agostino Ariani, matematico italiano († 1748)
- 1678 - Giacomo Moncada, nobile, politico e militare italiano († 1743)
- 1680 - Thomas Hamilton, VI conte di Haddington, nobile e politico scozzese († 1735)
- 1683 - Noël Regnault, gesuita e fisico francese († 1762)
- 1686 - Antoine Touron, presbitero, storico e biografo francese († 1775)
- 1694 - František Václav Míča, compositore ceco († 1744)

## XVIII secolo(38)
- 1704 - Maurice Quentin de La Tour, pittore francese († 1788)
- 1705 - Elisabetta Alessandrina di Borbone-Condé, nobile francese († 1765)
- 1711 - Johannes Nathanael Lieberkühn, medico tedesco († 1756)
- 1722 - Federico Cristiano di Sassonia, nobile († 1763)
- 1725 - Jean-Étienne Montucla, matematico francese († 1799)
- 1727 - Domenico Maria Sala, architetto svizzero († 1808)
- 1733 - Christoph Martin Wieland, scrittore, poeta e editore tedesco († 1813)
- 1734 - Jean-Benjamin de La Borde, compositore e storico francese († 1794)
- 1735 - Johann Christian Bach, compositore tedesco († 1782)
- 1739 - Vincenzo Greco, vescovo cattolico italiano († 1806)
- 1744 - Michel-François de LaGardette, gesuita francese († 1792)
- 1750 - Bartolomeo Borghi, matematico e geografo italiano († 1821)
- 1750 - Robert Fergusson, poeta scozzese († 1774)
- 1751 - François-Joseph Westermann, generale francese († 1794)
- 1755 - Giuseppe Luosi, politico e giurista italiano († 1830)
- 1758 - Filippo del Carretto, militare italiano († 1796)
- 1764 - Henriette Herz, scrittrice tedesca († 1847)
- 1766 - Luigi Bassi, baritono italiano († 1825)
- 1766 - Maurice-Jean de Broglie, vescovo cattolico francese († 1821)
- 1766 - Gaetano Palloni, medico italiano († 1830)
- 1767 - Ferdinando Ferri, politico italiano († 1857)
- 1769 - Hugh Pigot, militare britannico († 1797)
- 1771 - Carlo d'Asburgo-Teschen, feldmaresciallo e scrittore austriaco († 1847)
- 1773 - Giuseppe della Porta Rodiani, cardinale italiano († 1841)
- 1774 - Caspar David Friedrich, pittore tedesco († 1840)
- 1775 - Francesco Cempini, avvocato e politico italiano († 1853)
- 1775 - Adolph Ferdinand Gehlen, chimico tedesco († 1815)
- 1781 - Anton Diabelli, compositore, pianista e editore musicale austriaco († 1858)
- 1786 - Sergej Semënovič Uvarov, politico e mineralogista russo († 1855)
- 1787 - François Sulpice Beudant, geologo, chimico e mineralogista francese († 1850)
- 1788 - Jean-Pierre Abel-Rémusat, orientalista, bibliotecario e sinologo francese († 1832)
- 1790 - Giacomo Oneto, banchiere e politico italiano († 1873)
- 1791 - Giacomo Meyerbeer, compositore tedesco († 1864)
- 1792 - Ours-Pierre-Armand Petit-Dufrénoy, geologo e mineralogista francese († 1857)
- 1795 - Giuseppe Stara, magistrato e politico italiano († 1877)
- 1796 - Francesco Boffo, architetto svizzero († 1867)
- 1798 - Sofia Esterházy-Liechtenstein, principessa austriaca († 1869)
- 1800 - Michael Gottlieb Bindesboll, architetto danese († 1856)

## XIX secolo(153)
- 1802 - Modestino di Gesù e Maria, presbitero italiano († 1854)
- 1802 - Frederick Oakeley, scrittore e presbitero inglese († 1880)
- 1804 - William Alexander Graham, politico statunitense († 1875)
- 1806 - Michel Delaporte, drammaturgo, litografo e pittore francese († 1872)
- 1806 - Karl Wilhelm Isenberg, missionario tedesco († 1864)
- 1806 - Christophe Louis Léon Juchault de Lamoricière, generale e politico francese († 1865)
- 1806 - Giulio Uberti, poeta e patriota italiano († 1876)
- 1812 - Carlo Noè, ingegnere idraulico italiano († 1873)
- 1813 - Carlo Burci, chirurgo italiano († 1875)
- 1815 - Gaetano Cantoni, agronomo e politico italiano († 1887)
- 1816 - Ernest-Charles Lasègue, medico francese († 1883)
- 1817 - Aleksej Konstantinovič Tolstoj, scrittore, poeta e drammaturgo russo († 1875)
- 1818 - Charles Noel, II conte di Gainsborough, nobile e politico inglese († 1881)
- 1820 - Alfonso Garovaglio, archeologo italiano († 1905)
- 1820 - Christian Louis Heinrich Köhler, pianista e compositore tedesco († 1886)
- 1822 - Henry Dawson-Damer, III conte di Portarlington, politico inglese († 1889)
- 1825 - Antonio Sorgato, pittore e fotografo italiano († 1885)
- 1827 - Goffredo Mameli, poeta e patriota italiano († 1849)
- 1827 - Camille de Nompère de Champagny, militare e diplomatico francese († 1882)
- 1828 - Luigia Codemo, scrittrice e romanziera italiana († 1898)
- 1828 - George Lambton, II conte di Durham, nobile inglese († 1879)
- 1829 - William Odling, chimico inglese († 1921)
- 1829 - Lester Allan Pelton, inventore statunitense († 1908)
- 1829 - Placido Maria Schiaffino, cardinale e vescovo cattolico italiano († 1889)
- 1831 - Frederick Gard Fleay, critico letterario inglese († 1909)
- 1831 - Victorien Sardou, drammaturgo francese († 1908)
- 1832 - Marie-Jean-Joseph Lataste, religioso francese († 1869)
- 1832 - Henry Van Brunt, architetto statunitense († 1903)
- 1834 - Salvador Casañas y Pagés, cardinale e vescovo cattolico spagnolo († 1908)
- 1834 - Vicente Palmaroli, pittore spagnolo († 1896)
- 1834 - Francesco Penserini, magistrato e politico italiano († 1909)
- 1834 - Gaetano d'Alessandro, arcivescovo cattolico italiano († 1911)
- 1836 - Justiniano Borgoño, politico peruviano († 1921)
- 1837 - Giovanni Battista Cella, patriota italiano († 1879)
- 1839 - James Innes-Ker, VII duca di Roxburghe, nobile scozzese († 1892)
- 1840 - Raffaele Mariano, filosofo e storico italiano († 1912)
- 1841 - Lucy Lyttelton, nobildonna inglese († 1925)
- 1841 - Fëdor Michajlovič Rešetnikov, scrittore russo († 1871)
- 1842 - Max von Bock und Polach, generale prussiano († 1915)
- 1842 - Louis Bouwmeester, attore olandese († 1925)
- 1843 - Giuseppina Bonino, religiosa italiana († 1906)
- 1843 - Enrico Gualterio, militare e politico italiano († 1929)
- 1843 - Friedrich Reusch, scultore tedesco († 1906)
- 1845 - Maria Maddalena Starace, religiosa italiana († 1921)
- 1846 - Pio Piacentini, architetto italiano († 1928)
- 1847 - Jesse James, pistolero e criminale statunitense († 1882)
- 1848 - Elia Millosevich, astronomo italiano († 1919)
- 1849 - Nancy Ryan, statunitense († 1958)
- 1850 - Jack Daniel, imprenditore statunitense († 1911)
- 1850 - Eugen Goldstein, fisico tedesco († 1930)
- 1852 - Gaetano Crespi, scrittore e poeta italiano († 1913)
- 1853 - Giuseppe Barison, pittore italiano († 1931)
- 1853 - Francesco Della Valle, giornalista e politico italiano
- 1853 - Luciano Ferragni, avvocato e politico italiano († 1911)
- 1853 - Alfred Stratford, calciatore inglese († 1914)
- 1853 - Henry Fitch Taylor, pittore statunitense († 1925)
- 1855 - Henry Victor Deligny, generale francese († 1938)
- 1855 - Arcangelo Ghisleri, geografo, filosofo e politico italiano († 1938)
- 1856 - Giuseppe Bocca, politico e avvocato italiano († 1924)
- 1857 - Marco Pozzo, avvocato e politico italiano († 1934)
- 1858 - Abele De Blasio, antropologo italiano († 1945)
- 1858 - Albert Gaillard, botanico e micologo francese († 1903)
- 1858 - David Paul von Hansemann, patologo e oncologo tedesco († 1920)
- 1858 - Oreste Silvestri, pittore italiano († 1936)
- 1858 - Alexandru Vlahuță, scrittore romeno († 1919)
- 1859 - Emmanuel Rodocanachi, storico e biografo francese († 1934)
- 1859 - Heinrich Vater, mineralogista e naturalista tedesco († 1930)
- 1860 - Carlo Stefano d'Asburgo-Teschen, nobile († 1933)
- 1860 - Juan Bautista Aznar-Cabañas, politico e ammiraglio spagnolo († 1933)
- 1861 - Albert von Mensdorff-Pouilly-Dietrichstein, diplomatico austriaco († 1945)
- 1862 - Denis St. George Daly, giocatore di polo irlandese († 1942)
- 1863 - Francesco Saverio Monticelli, zoologo italiano († 1927)
- 1863 - Mario Todeschini, politico, avvocato e giornalista italiano († 1937)
- 1864 - Vincenzo Casoli, magistrato e politico italiano († 1943)
- 1865 - Davide Carnaghi, attore teatrale italiano († 1903)
- 1866 - Alfred Körte, archeologo e filologo classico tedesco († 1946)
- 1867 - Amy Beach, compositrice e pianista statunitense († 1944)
- 1867 - Michail Osipovič Ėjzenštejn, architetto e ingegnere russo († 1920)
- 1868 - Maurice Caullery, biologo francese († 1958)
- 1868 - Kee Groot, attivista olandese († 1934)
- 1869 - Émile Hergault, generale francese († 1936)
- 1869 - Henri Mouton, chimico e biologo francese († 1935)
- 1869 - Carolina Maria d'Asburgo-Lorena, nobile austriaca († 1945)
- 1871 - Friedrich Akel, politico, fisico e diplomatico estone († 1941)
- 1871 - Peter Yoshiro Saeki, giurista e teologo giapponese († 1965)
- 1872 - Horace Rice, tennista australiano († 1950)
- 1872 - Anton Staus, astronomo tedesco († 1955)
- 1872 - Carlo von Erlanger, ornitologo e esploratore tedesco († 1904)
- 1873 - Luigi Selvatico, pittore italiano († 1938)
- 1874 - Nap Lajoie, giocatore di baseball e allenatore di baseball statunitense († 1959)
- 1874 - Osvaldo Sanini, giornalista, poeta e scrittore italiano († 1962)
- 1875 - Carl Froelich, regista, direttore della fotografia e produttore cinematografico tedesco († 1953)
- 1875 - Jimmy Settle, calciatore inglese († 1954)
- 1875 - Renato Simoni, critico teatrale, giornalista e commediografo italiano († 1952)
- 1876 - Giulio Cederna, dirigente sportivo, dirigente d'azienda e calciatore italiano († 1939)
- 1876 - Naime Sultan, principessa ottomana († 1945)
- 1876 - Wilhelm Ritter von Leeb, generale tedesco († 1956)
- 1878 - Antonio Ambrogio Alciati, pittore italiano († 1929)
- 1878 - Barry Domvile, ammiraglio britannico († 1971)
- 1879 - Angelandrea Zottoli, critico letterario italiano († 1956)
- 1880 - Gino Olivetti, avvocato, economista e politico italiano († 1942)
- 1881 - Otto Bauer, politico austriaco († 1938)
- 1881 - Richard Bienert, politico cecoslovacco († 1949)
- 1881 - Siegfried Großmann, calciatore austriaco († 1959)
- 1881 - Henry Maitland Wilson, generale britannico († 1964)
- 1881 - Robert Sutherland Rattray, antropologo statunitense († 1938)
- 1882 - Goffredo Bellonci, giornalista, critico letterario e italianista italiano († 1964)
- 1882 - Paul Masson-Oursel, orientalista e psicologo francese († 1956)
- 1882 - Harry Myers, attore, regista e sceneggiatore statunitense († 1938)
- 1883 - Otto Erich Deutsch, musicologo austriaco († 1967)
- 1883 - Gladys Hanson, attrice statunitense († 1973)
- 1883 - Nicolaas Johannes Krom, archeologo e orientalista olandese († 1945)
- 1883 - Lidija Semënovna Potechina, attrice russa († 1934)
- 1883 - Mel Sheppard, mezzofondista statunitense († 1942)
- 1884 - Antonio Mantiero, vescovo cattolico italiano († 1956)
- 1885 - Désiré Defauw, violinista, direttore d'orchestra e compositore belga († 1960)
- 1885 - René Grousset, storico e orientalista francese († 1952)
- 1885 - Arline Pretty, attrice statunitense († 1978)
- 1886 - Widar Cesarini Sforza, filosofo e giurista italiano († 1965)
- 1887 - Irene Fenwick, attrice statunitense († 1936)
- 1888 - Robert Ellis, scenografo statunitense († 1935)
- 1888 - Sarvepalli Radhakrishnan, filosofo e politico indiano († 1975)
- 1888 - Alberto de Agazio, generale italiano († 1943)
- 1890 - Leandra Cominazzini Angelucci, pittrice italiana († 1981)
- 1890 - Johann Josef Demmel, vescovo vetero-cattolico tedesco († 1971)
- 1890 - Jack Mower, attore statunitense († 1965)
- 1890 - Giambattista Patarino, medico e dirigente sportivo italiano († 1969)
- 1890 - Walter Weiss, generale tedesco († 1967)
- 1890 - Mario Alberto Zingaretti, sindacalista, partigiano e antifascista italiano († 1972)
- 1891 - Rune Bergström, calciatore svedese († 1964)
- 1891 - Pietro Ciuffo, disegnatore, giornalista e partigiano italiano († 1956)
- 1891 - Edward Molyneux, stilista e profumiere britannico († 1974)
- 1892 - Hugo Österman, generale finlandese († 1975)
- 1892 - Joseph Szigeti, violinista ungherese († 1973)
- 1893 - Johannes Birk, ginnasta danese († 1961)
- 1894 - Alcides Paiva, pallanuotista brasiliano († 1959)
- 1896 - Albert Becker, scacchista austriaco († 1984)
- 1896 - Sirarpie Der Nersessian, storica dell'arte armena († 1989)
- 1896 - Heimito von Doderer, scrittore austriaco († 1966)
- 1897 - Charles K. Bliss, ingegnere chimico e semiologo ucraino († 1985)
- 1897 - Morris Carnovsky, attore statunitense († 1992)
- 1897 - Merle Curti, storico statunitense († 1996)
- 1897 - Xavier Eluère, pugile francese († 1967)
- 1897 - Doris Kenyon, attrice statunitense († 1979)
- 1897 - Arthur C. Nielsen, ingegnere statunitense († 1980)
- 1897 - Giulio Rosso, pittore, decoratore e illustratore italiano († 1976)
- 1897 - Elena Sangro, attrice italiana († 1969)
- 1897 - Johann de Boer, generale tedesco († 1986)
- 1898 - Mario Bussich, calciatore italiano († 1971)
- 1899 - Humphrey Cobb, sceneggiatore e romanziere canadese († 1944)
- 1899 - Domenico D'Angelo, militare italiano († 1943)
- 1899 - Piet van der Velden, pallanuotista olandese († 1975)
- 1900 - Juan Bilbao, calciatore spagnolo († 1972)

## XX secolo(822)
- 1901 - Pierre Bost, scrittore, sceneggiatore e giornalista francese († 1975)
- 1901 - Florence Eldridge, attrice statunitense († 1988)
- 1901 - Mario Scelba, politico italiano († 1991)
- 1901 - Charles Sterling, storico dell'arte polacco († 1991)
- 1902 - Fritz-Dietlof Graf von der Schulenburg, ufficiale e funzionario tedesco († 1944)
- 1902 - Aleardo Simoni, ciclista su strada italiano († 1989)
- 1902 - Marino Tigani, scultore e pittore italiano († 1941)
- 1902 - Darryl F. Zanuck, produttore cinematografico statunitense († 1979)
- 1903 - Gloria Holden, attrice statunitense († 1991)
- 1903 - Béla Szepes, giavellottista, fondista e combinatista nordico ungherese († 1986)
- 1904 - Franz Pagliani, politico e medico italiano († 1986)
- 1905 - Arthur Koestler, scrittore, giornalista e saggista ungherese († 1983)
- 1906 - Jean Ces, pugile francese († 1969)
- 1906 - Ralston Crawford, pittore e fotografo statunitense († 1978)
- 1907 - Manlio Bacigalupo, allenatore di calcio e calciatore italiano († 1977)
- 1907 - Dionigi Besozzi, cestista italiano († 1997)
- 1907 - Lorenzo Hierrezuelo, compositore, cantante e chitarrista cubano († 1993)
- 1907 - Oscar Rauch, calciatore svizzero († 1990)
- 1907 - Henri Storck, artista belga († 1999)
- 1908 - Edoardo Amaldi, fisico italiano († 1989)
- 1908 - Ahmed Balafrej, politico marocchino († 1990)
- 1908 - Carlo di Borbone-Due Sicilie Orleans, nobile spagnolo († 1936)
- 1908 - William Hawi, politico e imprenditore libanese († 1976)
- 1908 - Arnaldo Momigliano, storico italiano († 1987)
- 1908 - Joaquín Nin-Culmell, compositore, docente e pianista statunitense († 2004)
- 1908 - Renzo Rivolta, ingegnere e imprenditore italiano († 1966)
- 1908 - Nikolaj Nikolaevič Rjumin, scacchista sovietico († 1942)
- 1908 - Cecilia Seghizzi, compositrice e supercentenaria italiana († 2019)
- 1908 - Josué de Castro, attivista brasiliano († 1973)
- 1909 - Giovanni Chiesa, calciatore e allenatore di calcio italiano
- 1909 - Vlasta Děkanová, ginnasta cecoslovacca († 1974)
- 1909 - Garibaldo Marussi, scrittore, poeta e critico d'arte italiano († 1973)
- 1909 - Abla bint Tahar, principessa marocchina († 1992)
- 1909 - Jānis Tiltiņš, cestista lettone († 1974)
- 1909 - George Ernest Wright, biblista, archeologo e pastore protestante statunitense († 1974)
- 1911 - Giovanni Battioni, calciatore italiano († 1992)
- 1912 - John Cage, compositore e teorico musicale statunitense († 1992)
- 1912 - Ray Gilbert, paroliere statunitense († 1976)
- 1912 - Vito Mussolini, giornalista e politico italiano († 1963)
- 1912 - Mario Procaccino, avvocato e politico statunitense († 1995)
- 1912 - Paolino Ranieri, politico e partigiano italiano († 2010)
- 1912 - Kristina Söderbaum, attrice e fotografa svedese († 2001)
- 1912 - Frank Thomas, animatore e fumettista statunitense († 2004)
- 1913 - Kathleen Burke, attrice statunitense († 1980)
- 1913 - Sandro Calvesi, allenatore di atletica leggera italiano († 1980)
- 1913 - Vittorio Gleijeses, storico e paroliere italiano († 2001)
- 1913 - Günther Ziehl, ingegnere e imprenditore tedesco († 2002)
- 1914 - Edmondo Bernacca, generale e meteorologo italiano († 1993)
- 1914 - Gerry Davey, hockeista su ghiaccio e allenatore di hockey su ghiaccio britannico († 1977)
- 1914 - Stuart Freeborn, truccatore britannico († 2013)
- 1914 - Jakie Nash, hockeista su ghiaccio canadese († 2000)
- 1914 - Nicanor Parra, poeta, matematico e fisico cileno († 2018)
- 1914 - Margarete Weisenborn, scrittrice e cantante tedesca († 2004)
- 1915 - Gunnar Åhs, bobbista svedese († 1994)
- 1915 - Jack Buetel, attore statunitense († 1989)
- 1915 - Emel Cimcoz, pittrice turca († 2013)
- 1915 - Innocenzo Fergnani, partigiano italiano († 1944)
- 1915 - Michele Lizzi, pianista, compositore e direttore d'orchestra italiano († 1972)
- 1915 - Richard McNamara, attore, doppiatore e direttore del doppiaggio statunitense († 1998)
- 1915 - Horst Sindermann, politico tedesco († 1990)
- 1916 - Edmondo Savelli, pittore italiano († 2008)
- 1916 - Isidoro Urra, calciatore spagnolo († 2006)
- 1917 - Manuel Alday, calciatore spagnolo († 1976)
- 1917 - Luigi Baldan, militare e operaio italiano († 2017)
- 1917 - Galina Urbanovič, ginnasta sovietica († 2011)
- 1918 - Charles Fredericks, attore statunitense († 1970)
- 1919 - Manlio Argenti, pittore italiano († 2011)
- 1919 - Rodolfo d'Asburgo-Lorena, principe austriaco († 2010)
- 1919 - Albert Flatley, allenatore di calcio e calciatore inglese († 1987)
- 1919 - Romeo Menti, calciatore italiano († 1949)
- 1919 - Keith Miller, cestista e allenatore di pallacanestro australiano († 2015)
- 1919 - Ernie Roe, sollevatore britannico († 2007)
- 1919 - Elisabeth Volkenrath, funzionaria tedesca († 1945)
- 1920 - Antonino Caponnetto, magistrato italiano († 2002)
- 1920 - Silvestre Igoa, calciatore spagnolo († 1969)
- 1920 - Fons Rademakers, regista e attore olandese († 2007)
- 1921 - Luis Alcoriza, regista cinematografico, sceneggiatore e attore spagnolo († 1992)
- 1921 - Karl Decker, calciatore e allenatore di calcio austriaco († 2005)
- 1921 - Farida d'Egitto, egiziana († 1988)
- 1921 - Silvio Furlani, bibliotecario e storico italiano († 2001)
- 1921 - Theodor Grädler, regista e sceneggiatore tedesco
- 1921 - Adrian Marino, saggista, critico letterario e storico della letteratura romeno († 2005)
- 1921 - Antonio Pozzi, carabiniere e partigiano italiano († 1943)
- 1921 - Marco Raviart, annunciatore televisivo e giornalista italiano († 1995)
- 1921 - Aleksandr Sevidov, allenatore di calcio e calciatore sovietico († 1992)
- 1921 - Jack Valenti, funzionario statunitense († 2007)
- 1922 - Piet Bakers, calciatore olandese († 1998)
- 1922 - Gianni Hecht Lucari, produttore cinematografico e produttore televisivo italiano († 1998)
- 1922 - Denys Wilkinson, fisico britannico († 2016)
- 1923 - Bitto Albertini, direttore della fotografia, sceneggiatore e regista italiano († 1999)
- 1923 - Franco Assante, politico italiano († 2014)
- 1923 - Sarghis Baghdasaryan, scultore armeno († 2001)
- 1923 - Robert Craddock, calciatore statunitense († 2003)
- 1923 - Juan Ferraro, calciatore argentino († 1973)
- 1923 - Gino Pallotta, giornalista e saggista italiano († 1991)
- 1923 - Gustavo Rojo, attore uruguaiano († 2017)
- 1923 - Anna Salvatore, pittrice, scultrice e scrittrice italiana († 1978)
- 1923 - Sebastiano Timpanaro, filologo classico, saggista e critico letterario italiano († 2000)
- 1924 - Giuseppe Ciresi, politico italiano († 1981)
- 1924 - Riccardo Cucciolla, attore, doppiatore e direttore del doppiaggio italiano († 1999)
- 1924 - Carlo Jussi, partigiano italiano († 1944)
- 1924 - André Le Guillerm, sollevatore francese († 2014)
- 1925 - Rudi Abele Compiani, calciatore italiano († 2008)
- 1925 - Rocco Genovese, scultore italiano († 1981)
- 1925 - Maria Adelaide Raschini, filosofa italiana († 1999)
- 1925 - Renato Rustico, calciatore italiano († 2015)
- 1926 - Isidore De Rijck, ciclista su strada belga († 2009)
- 1926 - Julio García Espinosa, regista cubano († 2016)
- 1926 - Ezio Zefferi, giornalista e regista teatrale italiano († 2020)
- 1926 - Mish'al bin Abd al-Aziz Al Sa'ud, principe, politico e imprenditore saudita († 2017)
- 1927 - Malcolm Allison, calciatore e allenatore di calcio inglese († 2010)
- 1927 - Bruno Engelmeier, calciatore austriaco († 1991)
- 1927 - Benito Garozzo, giocatore di bridge italiano
- 1927 - Peppino Principe, fisarmonicista italiano († 2018)
- 1927 - Rolando Spanevello, calciatore e politico italiano († 2012)
- 1927 - Paul Volcker, economista statunitense († 2019)
- 1928 - Robert Annis, calciatore statunitense († 1995)
- 1928 - Peppino Fumagalli, imprenditore italiano († 2015)
- 1928 - Serge Lancel, filologo, archeologo e storico francese († 2005)
- 1928 - Albert Mangelsdorff, musicista, docente e trombonista tedesco († 2005)
- 1928 - Abelardo Menéndez, schermidore cubano († 1995)
- 1929 - Michele Alverà, bobbista italiano († 1991)
- 1929 - Sergio Cavina, politico italiano († 1977)
- 1929 - Pina Majone Mauro, poetessa e scrittrice italiana († 2023)
- 1929 - Bob Newhart, attore e comico statunitense († 2024)
- 1929 - Andrijan Grigor'evič Nikolaev, cosmonauta sovietico († 2004)
- 1929 - Sofía Silva, modella venezuelana († 2011)
- 1930 - Michael Braun, regista e sceneggiatore tedesco († 2014)
- 1930 - Mircea Dobrescu, pugile rumeno († 2015)
- 1930 - Octavian Iosim, pallanuotista e allenatore di pallanuoto rumeno († 1988)
- 1930 - Ken Naganuma, calciatore giapponese († 2008)
- 1930 - Arto Tiainen, fondista finlandese († 1998)
- 1930 - Giovanni Virginio, ex calciatore italiano
- 1931 - Wolfgang Demtröder, fisico tedesco
- 1931 - Virgil Gonsalves, sassofonista statunitense († 2008)
- 1931 - Pino Leccisi, politico e avvocato italiano († 1998)
- 1931 - Edoardo Longarini, imprenditore e dirigente sportivo italiano († 2020)
- 1931 - Moshé Mizrahi, regista e sceneggiatore israeliano († 2018)
- 1931 - Miguel Pacheco, ciclista su strada spagnolo († 2018)
- 1932 - Carlo Alleva, pittore italiano († 1993)
- 1932 - Anna Braghieri, politica italiana († 2016)
- 1932 - Ho Lien Siew, cestista e allenatore di pallacanestro singaporiano († 2021)
- 1932 - Carol Lawrence, attrice statunitense
- 1932 - Joaquin Romaguera, attore e tenore statunitense († 2023)
- 1932 - Alice Seillier, ex cestista francese
- 1932 - Domenico Sica, magistrato e prefetto italiano († 2014)
- 1933 - Mohammad-Javad Bahonar, teologo e politico iraniano († 1981)
- 1933 - Renzo Calegari, fumettista italiano († 2017)
- 1933 - Susana Canales, attrice spagnola († 2021)
- 1933 - Eddie Carroll, doppiatore e attore canadese († 2010)
- 1933 - Bruce Davidson, fotografo statunitense
- 1933 - Francisco Javier Errázuriz Ossa, cardinale e arcivescovo cattolico cileno
- 1933 - Henryk Nielaba, ex schermidore polacco
- 1934 - Don Chandler, giocatore di football americano statunitense († 2011)
- 1934 - Paul Josef Cordes, cardinale e arcivescovo cattolico tedesco († 2024)
- 1934 - Sofia Corradi, pedagogista italiana
- 1934 - May Louise Flodin, modella svedese († 2011)
- 1934 - Ronald Inglehart, politologo e sociologo statunitense († 2021)
- 1934 - Timo Lampén, cestista finlandese († 1999)
- 1934 - Lorenzo Piccoli, ex calciatore italiano
- 1935 - Vincent Flemmi, mafioso statunitense († 1979)
- 1935 - Margarita García, ex cestista messicana
- 1935 - Dieter Hallervorden, attore e comico tedesco
- 1935 - Maya Picasso, mecenate francese († 2022)
- 1935 - Aki Schmidt, allenatore di calcio e calciatore tedesco († 2016)
- 1935 - Ray Stevens, wrestler statunitense († 1996)
- 1936 - John Danforth, politico e diplomatico statunitense
- 1936 - Alcee Hastings, politico e magistrato statunitense († 2021)
- 1936 - Rainer Kahsnitz, storico dell'arte tedesco
- 1936 - Attilio Labis, ballerino francese († 2023)
- 1936 - Bill Mazeroski, giocatore di baseball statunitense
- 1936 - Knuts Skujenieks, poeta, giornalista e traduttore lettone († 2022)
- 1936 - James Kendrick Williams, vescovo cattolico statunitense
- 1937 - Antonio Angelillo, calciatore e allenatore di calcio argentino († 2018)
- 1937 - Antonio Bettoni, calciatore italiano († 2013)
- 1937 - Elio Colosimo, politico italiano († 2009)
- 1937 - Agostino Renna, architetto italiano († 1988)
- 1937 - Fusako Yusaki, designer, artista e scultrice giapponese
- 1938 - Lina Bernardi, attrice italiana
- 1938 - Danielle De Metz, attrice francese
- 1938 - Gianfranco Maddoli, storico e politico italiano
- 1938 - Marcello Mariani, pittore e scultore italiano († 2017)
- 1938 - Doreen Massey, politica britannica († 2024)
- 1938 - Rodrigo Mejía Saldarriaga, vescovo cattolico colombiano
- 1938 - Orlando Rossardi, poeta e drammaturgo cubano († 2024)
- 1938 - Nani Tedeschi, pittore, disegnatore e incisore italiano († 2017)
- 1938 - Piotr Lachert, compositore polacco († 2018)
- 1939 - Getulio Alviani, artista e docente italiano († 2018)
- 1939 - Donna Anderson, attrice statunitense
- 1939 - Claudette Colvin, attivista statunitense
- 1939 - William Devane, attore statunitense
- 1939 - Evgeni Jančovski, ex calciatore bulgaro
- 1939 - George Lazenby, attore e ex modello australiano
- 1939 - Ernesto Lopera, ex calciatore colombiano
- 1939 - Paul Nihill, marciatore britannico († 2020)
- 1939 - Clay Regazzoni, pilota automobilistico svizzero († 2006)
- 1939 - Alan Vest, ex calciatore neozelandese
- 1940 - Giancarlo Bigazzi, produttore discografico, compositore e paroliere italiano († 2012)
- 1940 - Giancarlo Cella, allenatore di calcio e ex calciatore italiano
- 1940 - Gian Carlo Guicciardi, liutaio italiano
- 1940 - Gerry Lightowler, calciatore inglese († 2008)
- 1940 - Raquel Welch, attrice e modella statunitense († 2023)
- 1941 - Enrico Beruschi, comico, cabarettista e attore italiano
- 1941 - Rachid Boudjedra, scrittore algerino
- 1941 - Umberto Di Grazia, attore italiano
- 1941 - John Dalgleish Donaldson, matematico scozzese
- 1941 - Joe Long, bassista statunitense († 2021)
- 1941 - Pino Lucchesi, politico italiano († 2012)
- 1942 - Ahmad bin 'Abd al-'Aziz Al Sa'ud, politico e imprenditore saudita
- 1942 - Bonga, cantante angolano
- 1942 - Guerrino Botte, carabiniere italiano († 1996)
- 1942 - Franco Reitano, compositore e paroliere italiano († 2012)
- 1942 - Werner Herzog, regista, sceneggiatore e produttore cinematografico tedesco
- 1942 - Eduardo Mata, direttore d'orchestra e compositore messicano († 1995)
- 1942 - Norbert Trelle, vescovo cattolico tedesco
- 1943 - Mike Barrett, cestista statunitense († 2011)
- 1943 - Giuliana Longari, personaggio televisivo italiano
- 1943 - Larisa Viktorova, nuotatrice sovietica
- 1943 - Charlie Williams, ex cestista statunitense
- 1944 - Dario Bellezza, poeta, scrittore e drammaturgo italiano († 1996)
- 1944 - Roger Dorchy, pilota automobilistico francese († 2023)
- 1944 - Barbara Ferries, ex sciatrice alpina statunitense
- 1944 - Federico Maggioni, illustratore italiano
- 1944 - Pietro Maurandi, politico italiano
- 1944 - Floyd Theard, cestista e allenatore di pallacanestro statunitense († 1985)
- 1945 - Mario Baesso, ex calciatore brasiliano
- 1945 - Eva Bergman, regista svedese
- 1945 - Ildikó Farkasinszky-Bóbis, ex schermitrice ungherese
- 1945 - Patrick Landau, tennista monegasco († 2007)
- 1945 - Lee Marrs, fumettista statunitense
- 1945 - Luciano Rossi, cantautore italiano († 2023)
- 1945 - Al Stewart, cantante, polistrumentista e compositore britannico
- 1946 - Lily Brett, scrittrice e poetessa australiana
- 1946 - Kyongae Chang, astrofisica sudcoreana
- 1946 - Dennis Dugan, regista e attore statunitense
- 1946 - Paolo Ettorre, pubblicitario italiano († 2007)
- 1946 - Julius Keye, cestista statunitense († 1984)
- 1946 - Freddie Mercury, cantautore e compositore britannico († 1991)
- 1946 - Michele Rallo, politico e saggista italiano
- 1946 - Luis Carlos Santiago, ex cestista spagnolo
- 1946 - Jindrich Streit, fotografo e pedagogo ceco
- 1946 - Loudon Wainwright III, cantautore, chitarrista e attore statunitense
- 1947 - Domenico Caliandro, arcivescovo cattolico italiano
- 1947 - Gaetano Capasso, ingegnere italiano († 2016)
- 1947 - Mel Collins, sassofonista e flautista britannico
- 1947 - Danny Florencio, cestista filippino († 2018)
- 1947 - Gerard Holohan, vescovo cattolico australiano
- 1947 - Legendary Stardust Cowboy, cantautore, polistrumentista e compositore statunitense
- 1947 - Buddy Miles, batterista, cantante e compositore statunitense († 2008)
- 1947 - Pavel Pervušin, sollevatore sovietico († 2022)
- 1947 - Dieter Rampl, banchiere tedesco
- 1947 - Claudio Vannicola, mafioso italiano († 1982)
- 1948 - Benita Ferrero-Waldner, politica e diplomatica austriaca
- 1948 - Derek Jefferson, ex calciatore inglese
- 1948 - Luigi Musini, produttore cinematografico italiano
- 1948 - Pavel Nový, attore ceco
- 1948 - Scott H. Reiniger, attore statunitense
- 1948 - Lydie Salvayre, scrittrice francese
- 1948 - Pietro Vigorelli, medico e psicoterapeuta italiano
- 1948 - Jim White, giocatore di football americano statunitense († 1981)
- 1949 - Sami Aldeeb, avvocato palestinese
- 1949 - Clem Clempson, chitarrista britannico
- 1949 - Francesco Gesualdi, attivista e saggista italiano
- 1949 - Pat McQuaid, dirigente sportivo e ex ciclista su strada irlandese
- 1949 - Insa Neumann, ex cestista tedesca
- 1949 - Giorgio Pezzin, fumettista italiano
- 1949 - Wolfgang Schuster, politico tedesco
- 1949 - András Tóth, ex calciatore ungherese
- 1950 - Máire Geoghegan-Quinn, politica irlandese
- 1950 - Orvar Jönsson, ex schermidore svedese
- 1950 - David Vunagi, politico e vescovo anglicano salomonese († 2025)
- 1950 - Joby Wright, ex cestista e allenatore di pallacanestro statunitense
- 1951 - Mohamed M. Abou El Enein, imprenditore e politico egiziano
- 1951 - Paul Breitner, ex calciatore tedesco
- 1951 - Greg Cannom, truccatore statunitense († 2025)
- 1951 - Annerose Fiedler, ex ostacolista tedesca
- 1951 - Jesús Gil Gutiérrez, ex schermidore cubano
- 1951 - Roberto Ippolito, giornalista e scrittore italiano
- 1951 - Michael Keaton, attore statunitense
- 1951 - Jamie Oldaker, batterista statunitense († 2020)
- 1951 - John Watson, scacchista e scrittore statunitense
- 1952 - Steve Baker, pilota motociclistico statunitense
- 1952 - Ernie Chataway, chitarrista, cantante e compositore britannico († 2014)
- 1952 - David Glen Eisley, cantante statunitense
- 1952 - Ricky Fataar, musicista sudafricano
- 1952 - Paul Fleischman, scrittore statunitense
- 1952 - Michael Horton, attore statunitense
- 1952 - Andrés Rebottaro, ex calciatore argentino
- 1952 - Roberto Roscani, giornalista e politico italiano
- 1953 - Stefano Bartolini, sassofonista, compositore e polistrumentista italiano († 2017)
- 1953 - Tomasz Garliński, ex cestista polacco
- 1953 - Jennifer Geerlings-Simons, politica surinamese
- 1953 - Justinus Harjosusanto, arcivescovo cattolico indonesiano
- 1953 - Herman Koch, scrittore e attore olandese
- 1953 - Dave Murray, sciatore alpino canadese († 1990)
- 1953 - Donato Placido, attore, scrittore e poeta italiano
- 1953 - Cinzia Tani, scrittrice, conduttrice televisiva e conduttrice radiofonica italiana
- 1953 - Luca Verdone, regista italiano
- 1953 - Michele Vianello, politico italiano
- 1954 - Per Knut Aaland, ex fondista norvegese
- 1954 - Laura Di Toma, judoka italiana
- 1954 - Robert Droogmans, pilota automobilistico belga
- 1954 - Alfredo Fiorini, missionario italiano († 1992)
- 1954 - Hans-Jürgen Gerhardt, bobbista tedesco
- 1954 - Claudio Silvestrin, architetto e designer italiano
- 1954 - Cinzia TH Torrini, regista italiana
- 1955 - Sandro Acerbo, doppiatore, direttore del doppiaggio e dialoghista italiano
- 1955 - Sergio De Luca, ex sollevatore sammarinese
- 1955 - John Stirk, ex calciatore inglese
- 1956 - Luigi Cagnazzo, ex cestista italiano
- 1956 - Marcello Cesena, comico, attore e regista italiano
- 1956 - Vidhu Vinod Chopra, regista e produttore cinematografico indiano
- 1956 - Steve Denton, ex tennista statunitense
- 1956 - Benedetto Gravina, ex pugile italiano
- 1956 - Greg Hawthorne, ex giocatore di football americano statunitense
- 1956 - Debbie Huband, ex cestista canadese
- 1956 - Ann McLane Kuster, politica e avvocato statunitense
- 1956 - Lawrence Sydney Nicasio, vescovo cattolico beliziano († 2024)
- 1956 - Lone Nilsson, ex calciatrice danese
- 1956 - Antonio Páez, ex mezzofondista spagnolo
- 1956 - Leo Sarti, ex judoka sammarinese
- 1956 - Terje Solberg, ex calciatore norvegese
- 1956 - Alessandro Solbiati, compositore, pianista e insegnante italiano
- 1956 - Roine Stolt, chitarrista e cantante svedese
- 1957 - Bunny Bruning, ex tennista statunitense
- 1957 - Paolo De Paola, giornalista italiano
- 1957 - Rudi Gores, allenatore di calcio e ex calciatore tedesco
- 1957 - Bruno Lazzaretti, tenore italiano
- 1957 - Li Jianming, ex pallanuotista cinese
- 1957 - Randal Quarles, economista e avvocato statunitense
- 1957 - Charles Strode, ex tennista statunitense
- 1957 - Dariusz Szczubiał, allenatore di pallacanestro e ex cestista polacco
- 1957 - Peter Winnen, ex ciclista su strada olandese
- 1958 - Lars Danielsson, contrabbassista, violoncellista e compositore svedese
- 1958 - Bob Gagliano, ex giocatore di football americano statunitense
- 1958 - Martin Odersky, informatico tedesco
- 1958 - Marcel Russenberger, ex ciclista su strada svizzero
- 1958 - Guido Trane, ex pugile italiano
- 1958 - Patrick Versluys, ex ciclista su strada e dirigente sportivo belga
- 1959 - Carlo Fuortes, dirigente pubblico italiano
- 1959 - Patrizio Parrini, ex tennista italiano
- 1959 - Waldemar Pawlak, politico polacco
- 1959 - André Phillips, ex ostacolista statunitense
- 1959 - Mike Ruddock, ex rugbista a 15 e allenatore di rugby britannico
- 1959 - Graham Yost, sceneggiatore canadese
- 1960 - Abdullah Abdullah, politico afghano
- 1960 - Natalija Baćanović, ex cestista jugoslava
- 1960 - Pat Coyle, ex cestista e allenatrice di pallacanestro statunitense
- 1960 - Denis Forest, attore canadese († 2002)
- 1960 - Willie Gault, ex ostacolista, velocista e giocatore di football americano statunitense
- 1960 - Steve Goble, ex calciatore inglese
- 1960 - John Kurzweg, produttore discografico e musicista statunitense
- 1960 - Amit Luthra, golfista indiano
- 1960 - Karita Mattila, soprano finlandese
- 1960 - Robert Stull, ex schermidore e pentatleta statunitense
- 1960 - Sabine Werner, biochimica tedesca
- 1961 - Giusi Cataldo, regista teatrale e attrice italiana
- 1961 - Russell Cross, ex cestista statunitense
- 1961 - Christoph Graf, ufficiale svizzero
- 1961 - Marc-André Hamelin, pianista e compositore canadese
- 1961 - Sylvanus Okpala, ex calciatore nigeriano
- 1961 - Ferdinando Ruffini, dirigente sportivo e ex calciatore italiano
- 1961 - Eduardo Valdez Basso, allenatore di calcio a 5 e ex giocatore di calcio a 5 brasiliano
- 1962 - Orna Barbivai, generale e politica israeliana
- 1962 - Matthew Barry, attore statunitense
- 1962 - Chris van Dinten, ex cestista olandese
- 1962 - Arsen Fadzaev, lottatore sovietico
- 1962 - Joni Nyman, ex pugile finlandese
- 1962 - Julia Unterberger, avvocato e politica italiana
- 1962 - Peter Wingfield, attore e medico gallese
- 1963 - Juan Alderete de la Peña, bassista statunitense
- 1963 - Kristian Alfonso, attrice, ex pattinatrice e modella statunitense
- 1963 - Marco Bonitta, allenatore di pallavolo e dirigente sportivo italiano
- 1963 - Terry Ellis, cantante statunitense
- 1963 - Alenka Ermenc, generale slovena
- 1963 - Roberta Gitani, ex cestista e allenatrice di pallacanestro italiana
- 1963 - Roberto Herrera, ballerino e coreografo argentino
- 1963 - Taki Inoue, ex pilota automobilistico giapponese
- 1963 - Roberto Masciarelli, allenatore di pallavolo e ex pallavolista italiano
- 1963 - Ricky Parent, batterista statunitense († 2007)
- 1963 - Jonathan Phillips, attore inglese
- 1963 - Zheng Wei, ex cestista e allenatrice di pallacanestro cinese
- 1964 - Christian Delarbre, arcivescovo cattolico francese
- 1964 - Frank Farina, allenatore di calcio e ex calciatore australiano
- 1964 - Ric Keller, politico statunitense
- 1964 - Serhij Volodymyrovyč Loznycja, regista ucraino
- 1964 - Ken Norman, ex cestista statunitense
- 1964 - Liam O'Brien, ex calciatore irlandese
- 1964 - Bože Radoš, vescovo cattolico croato
- 1964 - Kevin Saunderson, disc jockey statunitense
- 1964 - Roberto Tottoli, orientalista italiano
- 1965 - Laurens van den Acker, designer olandese
- 1965 - Franck Bouysse, scrittore francese
- 1965 - David Brabham, pilota automobilistico australiano
- 1965 - Giovanni Centrella, sindacalista italiano
- 1965 - Guido Di Fabio, allenatore di calcio e ex calciatore italiano
- 1965 - Fabrizio Ferron, allenatore di calcio e ex calciatore italiano
- 1965 - Osamu Maeda, ex calciatore giapponese
- 1965 - Derby Makinka, calciatore zambiano († 1993)
- 1965 - Chris Morris, comico, scrittore e regista britannico
- 1965 - Pinch, batterista inglese
- 1965 - Nicolas Saada, produttore cinematografico, sceneggiatore e critico cinematografico francese
- 1965 - Thomas Trabacchi, attore italiano
- 1966 - John Bentley, rugbista a 13 e rugbista a 15 britannico
- 1966 - Simmone Jacobs, ex velocista britannica
- 1966 - Phillip P. Keene, attore statunitense
- 1966 - Henadz' Lesun, ex calciatore sovietico
- 1966 - Achero Mañas, regista, sceneggiatore e attore spagnolo
- 1966 - Hakim Medane, ex calciatore algerino
- 1966 - Milinko Pantić, allenatore di calcio e ex calciatore jugoslavo
- 1966 - Ferdinando Patat, astrofisico italiano
- 1966 - Mariusz Szczygieł, scrittore e giornalista polacco
- 1966 - Bruno Zarrillo, ex hockeista su ghiaccio, dirigente sportivo e allenatore di hockey su ghiaccio canadese
- 1966 - Ronald Zoodsma, allenatore di pallavolo e ex pallavolista olandese
- 1967 - Sandro Buccolieri, artista marziale italiano
- 1967 - Ulrich Czermak, ex pentatleta tedesco
- 1967 - Kōichi Morishita, ex maratoneta giapponese
- 1967 - Arnel Pineda, cantante, compositore e produttore discografico filippino
- 1967 - Matthias Sammer, dirigente sportivo, allenatore di calcio e ex calciatore tedesco orientale
- 1967 - Jane Sixsmith, hockeista su prato britannica
- 1967 - Val Vigoda, violinista statunitense
- 1968 - Christopher Boyes, tecnico del suono statunitense
- 1968 - Thomas Kean Jr., politico statunitense
- 1968 - Serhij Kovalec', allenatore di calcio e ex calciatore ucraino
- 1968 - Luana Ravegnini, conduttrice televisiva, attrice e showgirl italiana
- 1968 - Lobsang Sangay, politico tibetano
- 1968 - Dennis Scott, ex cestista e dirigente sportivo statunitense
- 1968 - Brad Wilk, batterista statunitense
- 1969 - Valerij Belen'kij, ex ginnasta azero
- 1969 - Diego Censi, ex cestista italiano
- 1969 - Makīs Chavos, allenatore di calcio e ex calciatore greco
- 1969 - Jaume Collboni, avvocato e politico spagnolo
- 1969 - Greg Collins, produttore discografico e compositore statunitense
- 1969 - Spencer Dunkley, ex cestista e allenatore di pallacanestro inglese
- 1969 - Patrice Guers, bassista francese
- 1969 - Rúnar Kristinsson, allenatore di calcio e ex calciatore islandese
- 1969 - Mariko Kōda, attrice, doppiatrice e cantante giapponese
- 1969 - Leonardo Nascimento de Araújo, dirigente sportivo, allenatore di calcio e ex calciatore brasiliano
- 1969 - Kerry O'Malley, attrice statunitense
- 1969 - Mario Alessandro Paolelli, commediografo italiano
- 1969 - Francesco Ragno, architetto italiano
- 1969 - Tom Vaughan, regista scozzese
- 1969 - Dweezil Zappa, chitarrista e attore statunitense
- 1970 - Addis Abebe, ex mezzofondista e maratoneta etiope
- 1970 - Michael D. Akers, produttore cinematografico, regista e scenografo statunitense
- 1970 - Eszter Bakai, ex cestista ungherese
- 1970 - Brad Hopkins, ex giocatore di football americano statunitense
- 1970 - Kim Hye-soo, attrice sudcoreana
- 1970 - Lee Lai Shan, velista hongkonghese
- 1970 - Francesca Porcellato, atleta paralimpica, fondista e paraciclista italiana
- 1970 - Johnny Vegas, attore e comico britannico
- 1970 - Maher Zdiri, ex calciatore tunisino
- 1970 - Csaba dalla Zorza, personaggio televisivo, conduttrice televisiva e scrittrice italiana
- 1971 - Orest Atamančuk, ex calciatore ucraino
- 1971 - François Chabaud, triatleta francese
- 1971 - Carlester Crumpler, ex giocatore di football americano statunitense
- 1971 - Will Hunt, batterista statunitense
- 1971 - Andoni Imaz, ex calciatore spagnolo
- 1971 - Marcella Mancini, maratoneta italiana
- 1971 - Kevin McAleenan, politico statunitense
- 1971 - Stalin Rivas, allenatore di calcio e ex calciatore venezuelano
- 1972 - Salaheddine Bassir, ex calciatore marocchino
- 1972 - Tom Carter, ex giocatore di football americano statunitense
- 1972 - Roberto Casoli, ex cestista e allenatore di pallacanestro italiano
- 1972 - Leonardo Díaz, ex calciatore argentino
- 1972 - Marco Dodoni, pesista italiano
- 1972 - Bouchaïb El Ahrach, arbitro di calcio marocchino
- 1972 - Carmen Iovine, ex cestista italiana
- 1972 - James Ives, ex slittinista canadese
- 1972 - Paolo Jannacci, musicista, compositore e arrangiatore italiano
- 1972 - Matteo Montani, pittore e scultore italiano
- 1972 - Larry Pegram, pilota motociclistico statunitense
- 1972 - Miloslav Penner, calciatore ceco († 2020)
- 1972 - Massimo Ravazzolo, ex rugbista a 15 e allenatore di rugby a 15 italiano
- 1972 - Julián Vásquez, ex calciatore colombiano
- 1973 - Peter Bartoš, ex hockeista su ghiaccio slovacco
- 1973 - Paddy Considine, attore, sceneggiatore e regista britannico
- 1973 - Pascal Langdale, attore e doppiatore inglese
- 1973 - Rose McGowan, attrice, cantante e attivista statunitense
- 1973 - Corneliu Papură, allenatore di calcio e ex calciatore rumeno
- 1973 - Jenny Whittle, ex cestista australiana
- 1974 - Marco Cocci, attore e cantante italiano
- 1974 - Alicia González Laá, attrice spagnola
- 1974 - Mohammad Navazi, allenatore di calcio e ex calciatore iraniano
- 1974 - Svetlana Novikova, ex sciatrice alpina russa
- 1974 - Matteo Pivotto, ex calciatore italiano
- 1974 - Tadeu Sartori, ex giocatore di calcio a 5 brasiliano
- 1974 - Michalīs Siīmītras, ex calciatore cipriota
- 1974 - Michael Takahashi, ex cestista giapponese
- 1974 - Boniface Usisivu, ex maratoneta keniota
- 1974 - Peter Wildoer, batterista svedese
- 1974 - Romina Yan, attrice, ballerina e cantante argentina († 2010)
- 1975 - George Boateng, allenatore di calcio e ex calciatore olandese
- 1975 - André Diniz, fumettista brasiliano
- 1975 - Jang Hye-jin, attrice sudcoreana
- 1975 - Moses Moreno, ex giocatore di football americano statunitense
- 1975 - Andris Naudužs, ex ciclista su strada lettone
- 1975 - Gregory Strong, allenatore di calcio e ex calciatore inglese
- 1975 - Josephus Yenay, ex calciatore liberiano
- 1975 - Kimika Yoshino, attrice e modella giapponese
- 1976 - Vadim Boreț, allenatore di calcio e ex calciatore moldavo
- 1976 - Bianca Chiminello, attrice e modella australiana
- 1976 - Giorgio Galimberti, telecronista sportivo, ex tennista e allenatore di tennis italiano
- 1976 - Tetjana Hucu, ex ginnasta sovietica
- 1976 - Joey Kern, attore statunitense
- 1976 - Dimitrios Mazis, pallanuotista greco
- 1976 - Pankaj Tripathi, attore indiano
- 1976 - Carice van Houten, attrice e cantautrice olandese
- 1977 - Evrim Doğan, attrice turca
- 1977 - Cüneyt Erden, ex cestista e allenatore di pallacanestro turco
- 1977 - Joseba Etxeberria, allenatore di calcio e ex calciatore spagnolo
- 1977 - Félix Gómez, attore spagnolo
- 1977 - Jiří Kowalík, ex calciatore ceco
- 1977 - Tereza Marinova, ex triplista bulgara
- 1977 - Carmelo Miceli, politico italiano
- 1977 - Nazr Mohammed, ex cestista statunitense
- 1977 - Lucas Santa Ana, regista e sceneggiatore argentino
- 1978 - Dahi Saad Al Naemi, ex calciatore qatariota
- 1978 - Laura Bertram, attrice e docente canadese
- 1978 - Leonard Davis, giocatore di football americano statunitense
- 1978 - David García Almansa, pilota motociclistico spagnolo
- 1978 - Tindaro Granata, attore, drammaturgo e regista teatrale italiano
- 1978 - Vicente Henriques, pallanuotista brasiliano
- 1978 - Chris Hipkins, politico neozelandese
- 1978 - Holly Randall, fotografa, regista e attrice pornografica statunitense
- 1978 - Chris Jack, rugbista a 15 neozelandese
- 1978 - Marija Ponomarenko, giornalista, attivista e blogger russa
- 1978 - Liberty Ross, modella britannica
- 1978 - Andrea Soncin, allenatore di calcio e ex calciatore italiano
- 1978 - Petra Zakouřilová, ex sciatrice alpina ceca
- 1978 - Zhang Zhong, scacchista cinese
- 1979 - Jordi Bargalló, hockeista su pista spagnolo
- 1979 - John Carew, ex calciatore e attore norvegese
- 1979 - Nikola Dačević, ex cestista e allenatore di pallacanestro serbo
- 1979 - Stacey Dales, ex cestista canadese
- 1979 - Dominique van Dijk, stilista e ex calciatore olandese
- 1979 - Julien Lizeroux, ex sciatore alpino francese
- 1979 - Salvatore Mastronunzio, calciatore italiano
- 1979 - Aleksey Nikolayev, ex calciatore uzbeko
- 1979 - Michael Palm, ex cestista statunitense
- 1980 - Lukáš Adam, ex calciatore ceco
- 1980 - Franco Costanzo, ex calciatore argentino
- 1980 - Karel D'Haene, ex calciatore belga
- 1980 - Alexandros Garpozīs, allenatore di calcio e ex calciatore cipriota
- 1980 - Guido Giacomelli, scialpinista italiano
- 1980 - Jakob Kehlet, arbitro di calcio danese
- 1980 - Pita Limjaroenrat, politico e dirigente d'azienda thailandese
- 1980 - Omar López, ex cestista messicano
- 1980 - Marianna Madia, politica italiana
- 1980 - Stefán Logi Magnússon, ex calciatore islandese
- 1980 - Francisco Javier Muñoz, allenatore di calcio e ex calciatore spagnolo
- 1980 - Samuel Peter, pugile nigeriano
- 1980 - Alex Pinardi, allenatore di calcio e ex calciatore italiano
- 1980 - Riccardo Taddei, ex calciatore italiano
- 1980 - Håkon Wibe-Lund, allenatore di calcio e ex calciatore norvegese
- 1981 - Michelle Cardona, pallavolista portoricana
- 1981 - Drew Carter, giocatore di football americano statunitense
- 1981 - Christian Cellay, ex calciatore argentino
- 1981 - Sabrina Ciaffaglione, calciatrice italiana
- 1981 - Logi Gunnarsson, cestista islandese
- 1981 - Georgi Iliev, ex calciatore bulgaro
- 1981 - Timur Kapadze, allenatore di calcio e ex calciatore uzbeko
- 1981 - Rogier Meijer, allenatore di calcio e ex calciatore olandese
- 1981 - Daniel Moreno, ex ciclista su strada spagnolo
- 1981 - Dovenir Domingues Neto, ex giocatore di calcio a 5 brasiliano
- 1981 - Bruno Neves, ciclista su strada portoghese († 2008)
- 1981 - Marcelo José Oliveira, ex calciatore brasiliano
- 1981 - Tommy Portimo, batterista finlandese
- 1981 - Ann Marie Rios, ex attrice pornografica statunitense
- 1981 - Filippo Volandri, allenatore di tennis, commentatore televisivo e ex tennista italiano
- 1982 - Hussam Abu Saleh, calciatore palestinese
- 1982 - Davide Arneodo, polistrumentista, compositore e produttore discografico italiano
- 1982 - Isabel Benjumea, imprenditrice e politica spagnola
- 1982 - Domitilla D'Amico, doppiatrice, direttrice del doppiaggio e attrice italiana
- 1982 - Claire Dautherives, ex sciatrice alpina francese
- 1982 - Roko Karanušić, ex tennista croato
- 1982 - Marián Kello, ex calciatore slovacco
- 1982 - Ryōichi Kurisawa, allenatore di calcio e ex calciatore giapponese
- 1982 - Sondre Lerche, cantautore e musicista norvegese
- 1982 - Ian Nelson, attore statunitense
- 1982 - Cyndi Wang, cantante e attrice taiwanese
- 1982 - Abd al-Aziz bin Talal Al Sa'ud, principe saudita
- 1983 - Hannes Eder, ex calciatore austriaco
- 1983 - Anthony Fasugba, lottatore italiano
- 1983 - Pablo Granoche, allenatore di calcio e ex calciatore uruguaiano
- 1983 - Claudio Rubén Guerra, ex calciatore argentino
- 1983 - Rioichi Hirano, ballerino giapponese
- 1983 - Priscilla Meirelles, modella brasiliana
- 1983 - Hideaki Nagai, combinatista nordico giapponese
- 1983 - Duško Savanović, ex cestista serbo
- 1983 - Marco Schmidt, ex pesista tedesco
- 1983 - Lisa Spickschen, attrice tedesca
- 1983 - Chris Young, giocatore di baseball statunitense
- 1984 - Nabila Chihab, ex pallavolista italiana
- 1984 - Erik Huseklepp, calciatore norvegese
- 1984 - Erin Krakow, attrice statunitense
- 1984 - MC Kresha, rapper kosovaro
- 1984 - Damian Martin, ex cestista australiano
- 1984 - Ruslan Nachušev, ex calciatore russo
- 1984 - Julija Peresil'd, attrice russa
- 1984 - Filip Rada, calciatore ceco
- 1984 - Nicolás Raimondi, ex calciatore uruguaiano
- 1984 - Hugues Rosimé, ex calciatore francese
- 1984 - Tom Slingsby, velista australiano
- 1984 - Gō Soeda, allenatore di tennis e ex tennista giapponese
- 1984 - Chris Anker Sørensen, ciclista su strada danese († 2021)
- 1984 - Annabelle Wallis, attrice britannica
- 1984 - Aleksej Zacharov, disc jockey e produttore discografico russo
- 1985 - Justin Dentmon, cestista statunitense
- 1985 - Michael Foster, calciatore papuano
- 1985 - Tiziana Grasso, velocista italiana
- 1985 - Ryan Guy, ex calciatore statunitense
- 1985 - Mehtab Hossain, allenatore di calcio e ex calciatore indiano
- 1985 - Dario Jertec, ex calciatore croato
- 1985 - Guillem Martí Misut, ex calciatore spagnolo
- 1985 - Pak Chol-jin, calciatore nordcoreano
- 1985 - Alex Salvini, pilota motociclistico italiano
- 1985 - Kristi Vangjeli, ex calciatore albanese
- 1985 - Spencer Weir-Daley, calciatore montserratiano
- 1986 - Rémy Amieux, ex calciatore francese
- 1986 - Marco Androni, ex giocatore di calcio a 5 italiano
- 1986 - Florencia Benítez, attrice argentina
- 1986 - Giovanni Bonini, ex calciatore sammarinese
- 1986 - Kris Bright, ex calciatore neozelandese
- 1986 - Andrew Ducote, attore statunitense
- 1986 - Ezra Furman, cantautrice statunitense
- 1986 - Evghenia Guțul, giurista e politica moldava
- 1986 - Scott Higginbotham, rugbista a 15 australiano
- 1986 - Shawn Hook, cantautore e compositore canadese
- 1986 - Rogier Hofman, hockeista su prato olandese
- 1986 - Flavio Lazzari, ex calciatore italiano
- 1986 - Jaroslav Machovec, ex calciatore slovacco
- 1986 - Ranti Martins, ex calciatore nigeriano
- 1986 - Colt McCoy, ex giocatore di football americano statunitense
- 1986 - Francis Ngannou, artista marziale misto e pugile camerunese
- 1986 - Rosvitha Okou, ostacolista ivoriana
- 1986 - Miguel Pallardó, ex calciatore spagnolo
- 1986 - Aleksandr Rjazancev, ex calciatore russo
- 1986 - Brad Rusin, ex calciatore statunitense
- 1986 - Yan Xiangchuang, calciatore cinese
- 1987 - Milan Bencz, pallavolista slovacco
- 1987 - Gilbert Brown, ex cestista statunitense
- 1987 - Pierre Casiraghi, nobile monegasco
- 1987 - Admir Ćatović, calciatore e giocatore di calcio a 5 svedese
- 1987 - Néstor Colmenares, cestista venezuelano
- 1987 - James Dasaolu, velocista e bobbista britannico
- 1987 - LaceDarius Dunn, cestista statunitense
- 1987 - Feder, disc jockey e produttore discografico francese
- 1987 - Isabelle Meyer, calciatrice svizzera
- 1987 - Anne O'Shea, skeletonista statunitense
- 1987 - Jason Pinkston, giocatore di football americano statunitense
- 1987 - Thomas Schrammel, ex calciatore austriaco
- 1987 - Antonio Cleilson da Silva Feitosa, ex calciatore brasiliano
- 1988 - Stephen Ahorlu, calciatore ghanese
- 1988 - Denni Avdić, ex calciatore svedese
- 1988 - Aldo Baéz, calciatore argentino
- 1988 - Felipe Caicedo, calciatore ecuadoriano
- 1988 - Allyson Carroll, ex snowboarder statunitense
- 1988 - Tamoto Fenika, calciatore samoano
- 1988 - David Gomez, ex calciatore brasiliano
- 1988 - Il'ja Gul'tjaev, ex calciatore russo
- 1988 - Raquel Pennington, artista marziale mista statunitense
- 1988 - Emmy Raver-Lampman, attrice e cantante statunitense
- 1988 - Simone Riccioni, attore, scrittore e sceneggiatore italiano
- 1988 - Nuri Şahin, allenatore di calcio e ex calciatore turco
- 1988 - Clayton Vette, ex cestista statunitense
- 1988 - Jenaya Wade-Fray, ex cestista britannica
- 1988 - Werley, ex calciatore brasiliano
- 1989 - Ibrahim Bëjte, ex calciatore albanese
- 1989 - Darko Bulatović, calciatore montenegrino
- 1989 - Brian Conklin, cestista statunitense
- 1989 - Elena Delle Donne, ex cestista statunitense
- 1989 - Fernand Djoumessi, ex altista camerunese
- 1989 - Hanno Douschan, ex snowboarder austriaco
- 1989 - Kevin Fajardo, calciatore costaricano
- 1989 - Kat Graham, attrice e cantante statunitense
- 1989 - Oleksandr Kablaš, ex calciatore ucraino
- 1989 - Akiko Kono, pallavolista giapponese
- 1989 - Nery Leyes, calciatore argentino
- 1989 - Giovanni Augusto, calciatore brasiliano
- 1989 - Atle Pettersen, cantante norvegese
- 1989 - Joey Rosskopf, ex ciclista su strada statunitense
- 1989 - Grzegorz Sandomierski, ex calciatore polacco
- 1989 - Thiago Santos, calciatore brasiliano
- 1989 - Craig Smith, hockeista su ghiaccio statunitense
- 1989 - Pere Tomàs, cestista spagnolo
- 1989 - José Ángel Valdés, ex calciatore spagnolo
- 1989 - Ben Youngs, rugbista a 15 britannico
- 1990 - Agnès Hurstel, attrice, comica e conduttrice radiofonica francese
- 1990 - Alicia Banit, attrice australiana
- 1990 - Anselmo Eyegue, calciatore equatoguineano
- 1990 - Angy Fernández, cantante e attrice spagnola
- 1990 - Oksana Kalašnikova, tennista georgiana
- 1990 - Kim Yuna, ex pattinatrice artistica su ghiaccio sudcoreana
- 1990 - Ko Mu-yeol, calciatore sudcoreano
- 1990 - Marija Komissarova, ex sciatrice freestyle russa
- 1990 - Zach Moore, giocatore di football americano statunitense
- 1990 - Sotirios Papagiannopoulos, calciatore svedese
- 1990 - Hania Rani, pianista, compositrice e cantante polacca
- 1990 - Bianca Rowland, ex pallavolista statunitense
- 1990 - Francesca Segarelli, ex tennista italiana
- 1990 - Lance Stephenson, cestista statunitense
- 1990 - Franco Zuculini, dirigente sportivo e ex calciatore argentino
- 1991 - Kearyn Baccus, calciatore australiano
- 1991 - Peter Bence, pianista e compositore ungherese
- 1991 - Taylor Brauneis, pallavolista statunitense
- 1991 - Ahmad Dixon, giocatore di football americano statunitense
- 1991 - Camilo Gomez, giocatore di biliardo italiano
- 1991 - Skandar Keynes, attore britannico
- 1991 - Mikkel Kirkeskov, calciatore danese
- 1991 - Geneviève Lalonde, siepista canadese
- 1991 - James Piccoli, ex ciclista su strada canadese
- 1991 - Trevis Simpson, cestista statunitense
- 1991 - Paulina Singer, attrice, ballerina e cantante statunitense
- 1991 - Terna Suswam, calciatore nigeriano
- 1991 - Samu Torsti, ex sciatore alpino finlandese
- 1991 - Zeki Yavru, calciatore turco
- 1992 - Brandon Allen, giocatore di football americano statunitense
- 1992 - Cedrick Bowen, cestista statunitense
- 1992 - Valeria Fedrighi, rugbista a 15 italiana
- 1992 - Teimana Harrison, rugbista a 15 neozelandese
- 1992 - Daimara Lescay, pallavolista cubana
- 1992 - Alexander Mühling, calciatore tedesco
- 1992 - Axel William Patricksson, ex sciatore alpino norvegese
- 1992 - Rachele Peretti, calciatrice italiana
- 1992 - Nicolás Prieto, calciatore uruguaiano
- 1992 - Jessika Alair Soares, taekwondoka svedese
- 1992 - Kristijan Toševski, calciatore macedone
- 1992 - Aleksandar Trajkovski, calciatore macedone
- 1992 - Seth Tuttle, ex cestista statunitense
- 1993 - Fiston Abdul Razak, calciatore burundese
- 1993 - Patrick Bamford, calciatore inglese
- 1993 - Reda Benbaziz, pugile algerino
- 1993 - Dovis Bičkauskis, cestista lituano
- 1993 - Miguel Camargo, calciatore panamense
- 1993 - Kərim Diniyev, allenatore di calcio e ex calciatore azero
- 1993 - Alfred Gomis, calciatore senegalese
- 1993 - Clark Robertson, calciatore scozzese
- 1993 - Marc Tainon, attore italiano
- 1993 - Luisa Trombetti, nuotatrice italiana
- 1993 - T.J. Warren, cestista statunitense
- 1994 - Ninon Abena, calciatrice camerunese
- 1994 - Vitor Frezarin Bueno, calciatore brasiliano
- 1994 - Alfonso González, calciatore messicano
- 1994 - Dodô, calciatore brasiliano
- 1994 - Zak Irvin, cestista statunitense
- 1994 - Chris Kane, calciatore scozzese
- 1994 - Gregorio Paltrinieri, nuotatore italiano
- 1994 - Hayley Raso, calciatrice australiana
- 1994 - Marco Reymond, ex sciatore alpino svizzero
- 1994 - Guram Samushia, calciatore georgiano
- 1994 - Haydar Yavuz, lottatore turco
- 1994 - Mike Young, cestista statunitense
- 1995 - Abderrahman Samba, ostacolista mauritano
- 1995 - Trae Bell-Haynes, cestista canadese
- 1995 - Joseph Bempah, calciatore ghanese
- 1995 - Tehilla Blad, attrice, nuotatrice e ballerina svedese
- 1995 - Glenn de Blois, snowboarder olandese
- 1995 - Giorgia Casula, calciatrice italiana
- 1995 - Gustavo Dulanto, calciatore peruviano
- 1995 - Lina Hurtig, calciatrice svedese
- 1995 - Richie James, giocatore di football americano statunitense
- 1995 - Otis Khan, calciatore pakistano
- 1995 - Erhun Obanor, calciatore nigeriano
- 1995 - Sean O'Mara, cestista statunitense
- 1995 - Gonzalo Reyes, calciatore cileno
- 1995 - Caroline Sunshine, attrice e cantante statunitense
- 1996 - João Correia, calciatore portoghese
- 1996 - Žamsaran Cydypov, scacchista russo
- 1996 - Alpha Oumar Djalo, judoka francese
- 1996 - Joaquín Ibáñez, calciatore argentino
- 1996 - Theocharīs Īliadīs, calciatore greco
- 1996 - Milan Jezdimirović, calciatore serbo
- 1996 - Tony Kaltack, calciatore vanuatuano
- 1996 - Anthony Lawrence, cestista statunitense
- 1996 - Celeste Loots, attrice sudafricana
- 1996 - Pep Biel, calciatore spagnolo
- 1996 - Walter Mazzantti, calciatore argentino
- 1996 - Ivo Oliveira, ciclista su strada e pistard portoghese
- 1996 - Rui Oliveira, pistard e ciclista su strada portoghese
- 1996 - Kylie Pickrell, pallavolista statunitense
- 1996 - Trey Pipkins, giocatore di football americano statunitense
- 1996 - Robert Răducanu, calciatore rumeno
- 1996 - Sigrid, cantante norvegese
- 1996 - Miguel Vieira, hockeista su pista portoghese
- 1996 - Richairo Živković, calciatore olandese
- 1997 - Gino Fechner, calciatore tedesco
- 1997 - Bryce Hoppel, mezzofondista statunitense
- 1997 - Nordin Jackers, calciatore belga
- 1997 - Skylar Mays, cestista statunitense
- 1997 - Emmanuel Nzekwesi, cestista olandese
- 1997 - Stjepan Radeljić, calciatore bosniaco
- 1997 - Shamit Shome, calciatore canadese
- 1997 - Maximiliano Silvera, calciatore uruguaiano
- 1997 - Endre Strømsheim, biatleta norvegese
- 1997 - Raúl Tito, calciatore peruviano
- 1998 - Helena Barlow, attrice britannica
- 1998 - Alexia Chartereau, cestista francese
- 1998 - Caroline Dolehide, tennista statunitense
- 1998 - Tyree Gillespie, giocatore di football americano statunitense
- 1998 - Risto Jankov, calciatore macedone
- 1998 - Mac Jones, giocatore di football americano statunitense
- 1998 - Levi Lumeka, calciatore inglese
- 1998 - Davion Mitchell, cestista statunitense
- 1998 - Matteo Rizzo, pattinatore artistico su ghiaccio italiano
- 1998 - Pedro Lucas, calciatore brasiliano
- 1999 - Balázs Adolf, canoista ungherese
- 1999 - Sergio Cubero, calciatore spagnolo
- 1999 - Facundo Garcés, calciatore argentino
- 1999 - Bryce Misley, hockeista su ghiaccio canadese
- 1999 - Victor Olatunji, calciatore nigeriano
- 1999 - Martina Santandrea, ex ginnasta italiana
- 2000 - Isabella Bergmark, pallavolista statunitense
- 2000 - Shari Bossuyt, ciclista su strada e pistard belga
- 2000 - Emil Frederiksen, calciatore danese
- 2000 - Robert Ion, calciatore rumeno
- 2000 - Josiah James, cestista statunitense
- 2000 - Leandro Mosca, pallavolista italiano
- 2000 - Benjamin Ritchie, sciatore alpino statunitense
- 2000 - Anthony Schwartz, giocatore di football americano e ex velocista statunitense
- 2000 - Anastasija Tatalina, sciatrice freestyle russa
- 2000 - Alex Wright, giocatore di football americano statunitense

## XXI secolo(27)
- 2001 - Soufiane Benjdida, calciatore marocchino
- 2001 - Farès Ghedjemis, calciatore francese
- 2001 - Giorgi Guliashvili, calciatore georgiano
- 2001 - Axel Huens, ciclista francese
- 2001 - Bukayo Saka, calciatore inglese
- 2001 - Janelle Salaün, cestista francese
- 2001 - Nathan Santos de Araújo, calciatore brasiliano
- 2001 - Anželika Stubajlo, ginnasta russa
- 2001 - Stefano Turati, calciatore italiano
- 2002 - Javon Bullard, giocatore di football americano statunitense
- 2002 - Chan Shinichi, calciatore giapponese
- 2002 - Einár, rapper svedese († 2021)
- 2002 - Alexandros Lōlīs, calciatore greco
- 2002 - Alessandra Mele, cantante italiana
- 2002 - Alika Milova, cantante estone
- 2002 - Juan David Mosquera, calciatore colombiano
- 2002 - Andrea Pittorino, attore italiano
- 2002 - Andrij Ponomar, ciclista su strada ucraino
- 2002 - Cyrian Ravet, taekwondoka francese
- 2002 - Handal Roban, mezzofondista sanvincentino
- 2002 - Antoniu Roca, calciatore spagnolo
- 2003 - Pravist Mishra, attore indiano
- 2003 - Harashta Haifa Zahra, modella indonesiana
- 2004 - Robin Montgomery, tennista statunitense
- 2005 - Emilia Herzgsell, sciatrice alpina austriaca
- 2005 - Yu Yiting, nuotatrice cinese
- 2006 - Adrian Reid, calciatore giamaicano